# Kigoma
Kigoma er en by i den vestlige del af Tanzania med 135.234(2007) indbyggere. Byen er hovedstad i regionen Kigoma og ligger ved breden af Tanganyikasøen.